# 22533 Krishnan
22533 Krishnan è un asteroide della fascia principale. Scoperto nel 1998, presenta un'orbita caratterizzata da un semiasse maggiore pari a 2,4253011 UA e da un'eccentricità di 0,1949704, inclinata di 5,73143° rispetto all'eclittica.